# Michelsbergi Frutolf
Michelsbergi Frutolf (1038 (?) – 1103. január 17.) középkori krónikás, szerzetes és pap a michelsbergi bencés kolostorban.
Valószínűleg bajor származású volt. A kolostor könyvtárosa volt, esetleg tanította is a quadrivium tárgyait. Mint könyvtáros jelentősen bővítette a michelsbergi könyvtárat, néhány általa készített másolat a mai napig fennmaradt.
Legfontosabb ránk maradt műve Frutolf világkrónikája (Chronica) egy átfogó és rendezett krónika a kora középkorról. Ezt a művét 1099-ig írta, és Frutolf halála után Aurai Ekkehard dolgozta föl és folytatta. Frutolf tollából származik még biztosan a „Breviaro de musica”, ezen kívül két bizonytalan eredetű művet is tőle származtatnak: a „Liber de divinis officiis”-t és egy útmutatót egy számkövekkel játszott táblajátékhoz.